# Victor Asirvatham
Victor Asirvatham (* 25. September 1940 in Ipoh; † 11. Mai 2021 ebenda) war ein malaysischer Leichtathlet.

## Biografie
Victor Asirvatham begann mit der Leichtathletik, nachdem ihm 1948 ein Mitschüler sein Federmäppchen wegnahm und er diesen verfolgte. Bei den Olympischen Sommerspielen 1964 in Tokio schied er mit der malaysischen Staffel im Vorlauf des Wettkampfs über 4-mal 400 Meter aus. Vier Jahre später startete er bei seiner zweiten Olympiateilnahme in Mexiko-Stadt im Wettkampfs über 400 Meter. Doch auch hier kam der Malaysier nicht über den Vorlauf hinaus.
Erfolgreicher war Asirvatham mit der 4-mal-400-Meter-Staffel bei den Asienspielen, dort gewann er 1962 und 1966 die Silber- und 1970 die Bronzemedaille.
1962 nahm Asirvatham für die Föderation Malaya an den British Empire and Commonwealth Games teil.
2021 wurde er, nachdem er in der Vergangenheit bereits Probleme mit seinem Herzen hatte, mit Atembeschwerden in ein Krankenhaus in seiner Geburtsstadt eingeliefert. Dort starb Asirvatham am 11. Mai 2021.